# 圣母往见 (圣罗格大会堂)
《圣母往见》是丁托列托的一幅布面油画，绘制于约1588年，描绘圣经中圣母往见的故事，现藏于威尼斯的圣罗格大会堂。 